# Кухта Костянтин Якович
Кухта Костянтин Якович (25 квітня 1920, Костянтинівка — 18 січня 1992, Київ) — український математик, доктор фізико-математичних наук.

## Життєпис
Народився 25 квітня 1920 року в Костянтинівці Донецької області, в сім'ї службовця.
1934 р. вступив до Слов'янського хімічного технікуму, де провчився рік. 1935 року залишив навчання і вступив до Таганрозького авіаційного технікуму морського літакобудування. 1938 р. закінчив технікум і отримав спеціальність техніка-конструктора гідролітаків. Чотири роки працював на авіаційних заводах в конструкторсько-дослідницькому бюро під керівництвом авіаконструктора Георгія Берієва.
1959 р. без відриву від служби з відзнакою закінчив механіко-математичний факультет Київського університету ім. Шевченка.
З 1960 по 1992 рр. працював у системі Академії наук України. Спочатку в Президії АН УРСР (1960—1967) науковим консультантом, потім помічником Президента АН УРСР Бориса Патона.
З 1967 по 1970 рр. був заступником директора з наукової роботи Інституту гідромеханіки НАН України, з 1970 по 1974 рр. працював зав. відділу в Інституті геотехнічної механіки НАН України, потім разом з відділом динаміки і стійкості руху був переведений до Інституту кібернетики ім. Глушкова НАН України, де і працював до останнього дня життя (18 січня 1992 р.).

## Сім'я
Дружина Горюнова Катерина Павлівна (7.12.1923 — 7.07.2005).
Дочки: Кухта Тамара Костянтинівна (10.12.1944 р.н.) та Кухта Лариса Костянтинівна (6.01.1947 р.н.). Онучка Дубиківська Юлія Леонідівна (7.12.1972 р.н.) — українська поетеса та письменниця Кася Ясна, онук Дубиківський Станіслав Леонідович (23.01.1976 г.р.).

## Військова служба
З 1942 по 1960 — служив у Радянської армії, мав звання підполковника, був учасником Другої світової війни. Нагороджений орденом Червоної зірки, медаллю «За бойові заслуги», 13-ма іншими медалями і Почесною грамотою Президії Верховної Ради БРСР. Був звільнений в запас у зв'язку зі скороченням Збройних сил.
Був офіцером резерву ПГУ КДБ СРСР. В I Управлінні КДБ України працював по лінії науково-технічної розвідки.

## Громадська діяльність
У 1953—1960 рр. Кухта К. Я. був депутатом Київської міської ради.

## Наукова і педагогічна діяльність
1965 року під науковим керівництвом академіка Митропольського Ю. О. Кухта К. Я. захистив кандидатську дисертацію на тему «Про метод розв'язку деяких задач теорії власних коливань балок змінних параметрів з використанням ЕЦОМ». Ця робота була підтримана професором Ананьєвим І. В. (ЦАГІ) та в організації генерального авіаконструктора Антонова О. К.
1972 року Кухта К. Я. захистив докторську дисертацію «Неперервно-дискретні граничні задачі в теорії коливань». В цій роботі був розроблений метод визначення власних значень широкого класу граничних задач для диференційних рівнянь в часткових похідних.
Впродовж 10 років проводив значну педагогічну роботу, викладав в Київському університеті ім. Шевченка і на факультеті підвищення кваліфікації викладачів. Під його керівництвом виконано ряд дисертаційних робіт. Був членом Вченої ради з проблем «Загальна механіка» при відділенні математики, механіки та кібернетики АНУ, членом секції «Технічна кібернетика» при Вченій раді Інституту кібернетики АН УРСР. Був висококваліфікованим науковцем, який створив і протягом 10 років очолював новий науковий напрямок. Розроблені Кухта К. Я. і співробітниками його відділу методи динамічних досліджень цілого класу пружних систем є єдиними для систем з неперервно-дискретними, неперервними або тільки дискретними параметрами, що істотно спрощує їх дослідження і значно скорочує математичне забезпечення ЕОМ при використанні в цих дослідженнях обчислювальної техніки.
Метод, запропонований Кухта К. Я. при вивченні неперервно-дискретних граничних задач на власні значення, зводиться до дослідження визначника, порядок якого не залежить від числа дискретних особливостей на інтервалі інтегрування (на відміну від інших методів), а тільки від порядку граничних умов на одному з кінців інтервалу інтегрування. Елементи таких визначників знайдені за простими рекурентними формулами, зручними для реалізації на ЕОМ, без попереднього знання власних функцій. Кухта К. Я. запропонував нову ідею рішення неоднорідних нестаціонарних неперервно-дискретних граничних задач, без використання рядів Фур'є, а за допомогою двох часткових рішень.
Праці Кухта К. Я. знайшли широке застосування при вирішенні важливих прикладних задач в гірничій техніці, загальному машинобудуванні, суднобудуванні, авіаційній промисловості, при вивченні Світового океану. Його здобутки отримали високу оцінку академіка АН СРСР Дородніцина О. О., колишнього керівника сектора ЦАГІ професора Ананьєва І. В., генерального авіаконструктора академіка АН УРСР Антонова О. К. та інших вчених.
Важливість розробленого наукового напрямку підтверджується ще й тим, що в Київському, Ужгородському університетах та Мурманському вищому інженерно-морському училищі проводиться спеціалізація студентів з рішення неперервно-дискретних граничних задач, розроблених Кухта Костянтином Яковичем.
Під керівництвом Кухта К. Я. виконані чотири теми за Постановою ЦК КПУ і Ради Міністрів УРСР. Економічний ефект від впровадження робіт в народне господарство становив близько 2 млн крб. Під його керівництвом також було виконано важливий цикл робіт по дослідженню динаміки та стійкості польоту аеростатичних паливних поїздів для перевезення природного газу і нафти. Ці роботи отримали позитивну оцінку Державної експертизи Держплану СРСР, Президії АНУ.
Розроблений Кухта К. Я. метод використання нормальних фундаментальних функцій дозволив суттєво спростити дослідження динаміки пружних систем з різними параметрами. 
Автор близько 100 наукових праць, серед яких шість — монографій:
1. Нормальные фундаментальные функции в задачах теории колебаний (совм. с В. П. Кравченко). Изд-во «Наукова думка», К., 1973.
2. Непрерывно-дискретные задачи теории колебаний (совм. с В. П. Кравченко). Изд-во «Наукова думка», К., 1976.
3. Нестационарные граничные задачи с непрерывно-дискретными параметрами (совм. с В. П. Кравченко). Изд-во «Наукова думка», К., 1978.
4. Динамика непрерывно-дискретных систем (совм. с В. П. Кравченко). Изд-во «Наукова думка», К., 1978.
5. Исследование сложных непрерывно-дискретных систем (совм. с А. Г. Бойко, Н. З. Гармаш). Изд-во «Наукова думка», К., 1981.
6. Качественная теория управляемых динамических систем с непрерывно-дискретными параметрами (совм. с В. П. Кравченко, В. А. Красношапка). Изд-во «Наукова думка», К., 1986.

Під редакцією Кухта К. Я. вийшло 8 наукових збірників, пов'язаних з тематикою неперервно-дискретних граничних задач і керованих аналогічних систем.
Був гідним учнем видатного радянського математика академіка Митропольського Ю. О.
Серед колег і соратників, з якими К. Я. Кухта мав тісні наукові зв'язки, були видатні вчені: академіки Глушков, Амосов, Митропольський, Ситник, Патон, генеральний авіаконструктор академік Антонов та багато інших.

## Нагороди
- Орден Червоної Зірки
- Орден «вітчизняної війни» II ступеняМедаль «За бойові заслуги» Медаль «За бойові заслуги»
- Медаль «За перемогу над Німеччиною у Великій Вітчизняній війні 1941—1945 рр.» (1946)
- Медаль «За доблесну працю у Великій Вітчизняній війні 1941—1945 рр.» (1946)Медаль «30 років Радянській Армії та Флоту» Медаль «30 років Радянській Армії та Флоту» (1948)Медаль «За бездоганну службу» III ст. (СРСР) Медаль «За бездоганну службу» (СРСР) I ступеня (1958)Медаль «За бездоганну службу» II ст. (СРСР) Медаль «За бездоганну службу» (СРСР) II ступеня (1962)
- Медаль «20 років Перемоги у Великій Вітчизняній війні 1941—1945 рр.» (1965)
- Медаль «30 років Перемоги у Великій Вітчизняній війні 1941—1945 рр.» (1976)
- Медаль «40 років Перемоги у Великій Вітчизняній війні 1941—1945 рр.» (1985)Медаль «40 років Збройних Сил СРСР»Медаль «40 років Збройних Сил СРСР» (1958)Медаль «Ветеран Збройних сил СРСР»Медаль «Ветеран Збройних Сил СРСР» (1977)Медаль «70 років Збройних Сил СРСР»Медаль «70 років Збройних Сил СРСР» (1988)Медаль «У пам'ять 1500-річчя Києва»Медаль «У пам'ять 1500-річчя Києва» (1982)
- Медаль «Захиснику Вітчизни»
- Почесна грамота Президії Верховної Ради БРСР (1949)